# Jubilee Peak
Jubilee Peak är en bergstopp i Antarktis. Den ligger i Sydshetlandsöarna. Argentina, Chile och Storbritannien gör anspråk på området. Toppen på Jubilee Peak är 500 meter över havet.
Terrängen runt Jubilee Peak är huvudsakligen bergig, men åt sydost är den platt. Havet är nära Jubilee Peak åt nordost. Trakten är obefolkad. Det finns inga samhällen i närheten.